# Catatumbo
Catatumbo é um município da Venezuela localizado no estado de Zulia.
A capital do município é a cidade de Encontrados.
É um dos municípios banhados pelo lago de Maracaibo.